# Assaphalla arunensis
Espèce
Assaphalla arunensis est une espèce d'opilions laniatores de la famille des Assamiidae.

## Distribution
Cette espèce est endémique de la province de Koshi au Népal. Elle se rencontre dans le district de Sankhuwasabha vers Chichila.

## Description
Les mâles mesurent de 2,8 à 2,9 mm.

## Systématique et taxinomie
Cette espèce a été décrite par Martens en 2021.

## Étymologie
Son nom d'espèce, composé de arun et du suffixe latin -ensis, « qui vit dans, qui habite », lui a été donné en référence au lieu de sa découverte, la vallée d'Arun.

## Publication originale
- Martens, 2021 : « Assamiidae from the Nepal Himalayas, including a new genus and a new species, with notes on Dhaulagirius altitudinalis Martens (Arachnida: Opiliones). » Biodiversität und Naturausstattung im Himalaya VII, Naturkundemuseum Erfurt, Erfurt, p. 175–184.